# Gilia cana
Gilia cana là một loài thực vật có hoa trong họ Polemoniaceae. Loài này được (M.E.Jones) A.Heller mô tả khoa học đầu tiên năm 1907.

## Hình ảnh

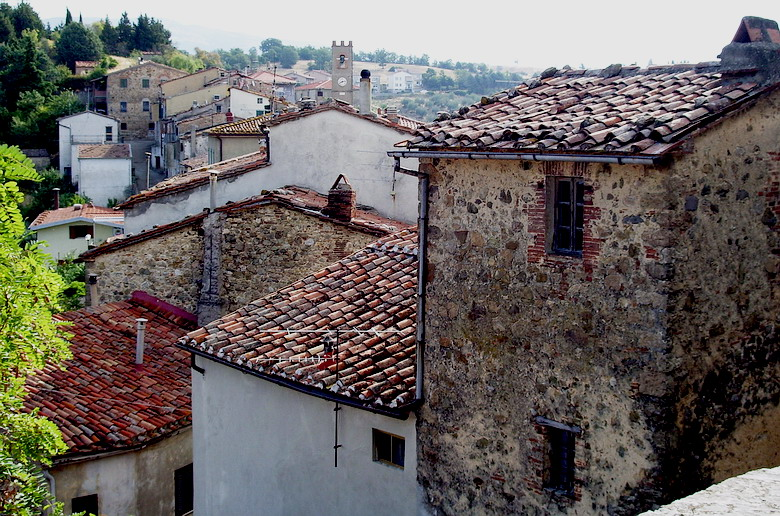
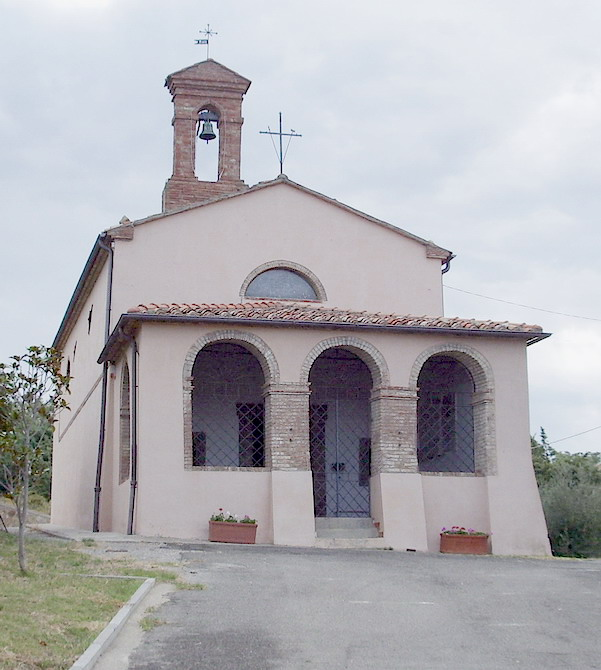
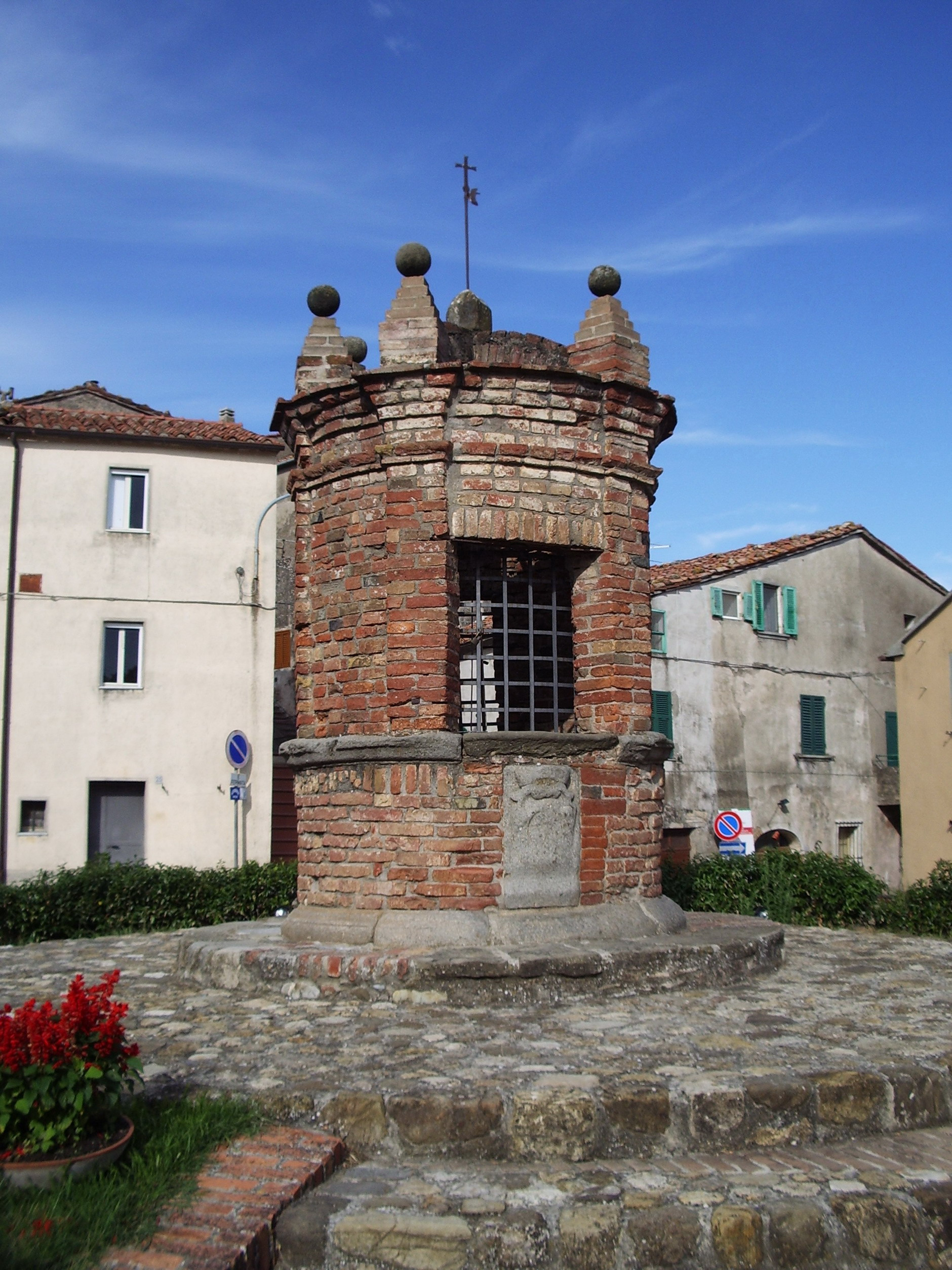
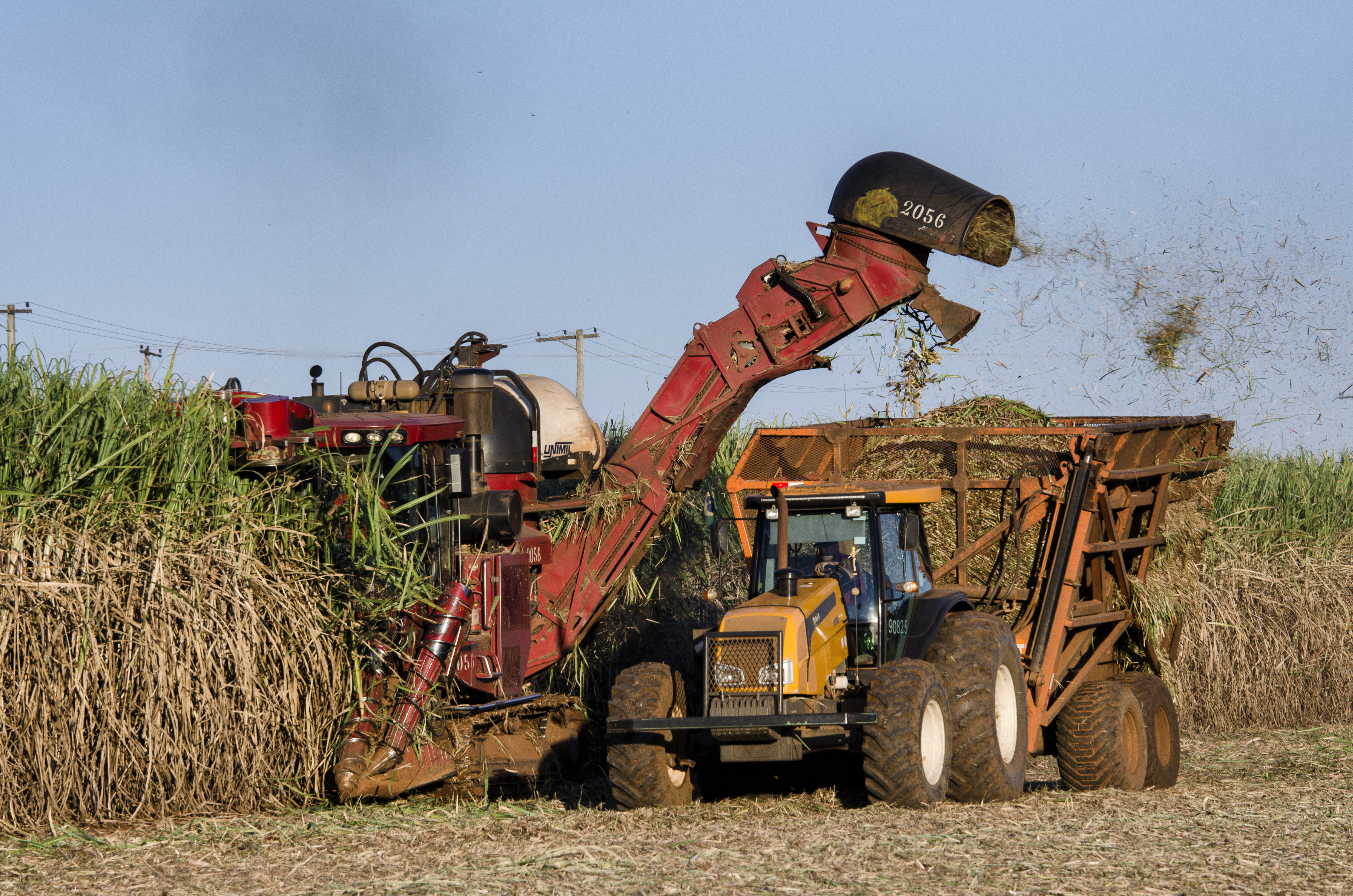